# Ecuadendron
Ecuadendron é um género de legume da família Fabaceae.
Este género contém as seguintes espécies:
- Ecuadendron acosta-solisianum